# Plzeň zastávka
Plzeň zastávka je železniční zastávka, která se nachází v km 95,893 tratě Plzeň – Železná Ruda-Alžbětín v obvodu stanice Plzeň hlavní nádraží. Nachází se na Jižním Předměstí Plzně, krajského města Plzeňského kraje. Zastávku tvoří samostatně stojící výpravní budova s jedním nástupištěm, jež je od 29. června 1995 památkově chráněna.

## Historie a popis budovy
Zřízení nové zastávky na trati z Plzně do Železné Rudy evokovala výstavba vojenské nemocnice. V roce 1905 byl k nástupišti umístěn provizorní dřevěný přístřešek, jenž měla roku 1917 nahradit novobarokní výpravní budova s prosklenou verandou od inženýra Roberta Buriana, která však realizována nebyla z důvodu jejího navrženého stylu, jenž se již nehodil do nové prvorepublikové éry. Dalším neuskutečněným projektem byl plán od architekta budovy nádraží v České Třebové Vojtěcha Krcha, inspirovaný gočárovským kubismem, který byl přímo pověřen Ministerstvem drah Československé republiky. Ředitelstvím státních drah v Plzni byl nakonec vybrán návrh pražského architekta Miloše Fikra, autora budovy nádraží v Plzni-Křimicích, jenž se v mnohém podobal návrhu jeho předchůdce. Stavbou byla roku 1926 pověřena firma Františka Jenče, Františka Hladečka a Františka Krofta. Výpravní budova s nástupištěm byla dokončena v roce 1927.

Dvoupodlažní, podsklepená výpravní budova zastávky Plzeň zastávka (dřívějšími názvy Plzeň-nemocnice a Plzeň město) po své osobité architektonické stránce kloubí prvky art deco a kubismu. Do rizalitu, skrze nějž je veden soukromý vchod do čtyř bytových jednotek, jež skrývají nadzemní podlaží budovy, je vsazena trojice hodin kruhového tvaru. Exteriér i interiér budovy je proložen jehlancovými a půlkruhovými prvky.
V přízemní, veřejné části se vedle prostorného vestibulu nacházela dvojice čekáren, pokladna, úschovna zavazadel, nádražního občerstvení a sociální zařízení. Vyjmenované prostory byly v 50. letech 20. století přestavěny na obchody.
Počátkem roku 2005 byla chátrající, památkově chráněná budova zrekonstruována a do přízemí bylo v květnu 2014 umístěno multikulturní centrum s komunitní uměleckou dílnou a galerií neziskové organizace Plzeň Zastávka.

## Popis zastávky
V zastávce je vnější nástupiště o délce 253 m, nástupní hrana se nachází ve výšce 380 mm nad temenem kolejnice. Cestujícím je k dispozici přístřešek. Nástupiště je vybaveno osvětlením, které je spínáno automaticky. O jízdách vlaků jsou cestující informováni rozhlasem pomocí zařízení INISS, které je standardně ovládáno z CDP Praha.